# Szuhabaranka
Szuhabaranka (1899-ig Szuha-Bronyka, ukránul: Бронька [Bronyka], szlovákul: Suchá Broňka) falu Ukrajnában, Kárpátalján, a Huszti járásban.

## Fekvése
Nagyszőlőstől 50 km-re északkeletre, Dolhától 7 km-re északra, a Bronyka patak és a Borzsa folyó összefolyásánál fekszik.

## Története
A falut Bronica néven 1454-ben említette először oklevél. 1463-ban  Bronyka, 1555-ben Boronka néven írták.
Szuhabaranka a Bronyka pataknak a Borzsába való beömlésénél keletkezett, a Dolhaiak által telepített ruszin jobbágyok által lakott település, a Dolhai uradalom tartozéka. A falu a Dolhai család birtoka volt és a 15. század közepéig Bereg vármegyéhez tartozott. V. László király a Dolhaiak kérésére csatolta Máramaros vármegyéhez.
1910-ben 1575, többségben ruszin lakosa volt, jelentős német kisebbséggel. A trianoni békeszerződésig Máramaros vármegye Dolhai járásához tartozott. 

## Népesség
A falunak ma 1700 ukrán-ruszin lakosa van.

## Baranka vára
Szuhabaranka határában, a Borzsa völgyét lezáró hegyen állt egykor Baranka vára, amely 1265 előtt épült. Nevét az oklevelek 1237-ben említették először Borynka néven.
Szerepet játszott a IV. Béla és fia István közti harcokban.
1237-1273 körül a várat a király ellenségei és kémlelők csellel foglalták el, de Csák nemzetségbeli Péter seregével visszaszerezte.
III. András Balog-Semjén nemzetséghez tartozó Ubul fia Mihályt bízta meg a vár őrzésével odaérkezéséig, és a vár sorsáról való döntéséig. Azonban úgy látszik, hogy a rablóvárak lerombolásáról hozott (1291 évi 24. §.) törvénycikk értelmében ezt is lerombolták, mert 1321-ben már csak mint birtokot említették.
1336-ban a Nagyszőllőshöz tartozó Daróc és Halászföld határjárásakor a vár már romokban állt, valószínűleg a 13. század végén rombolták le. Mára már csak csekély romjai láthatók.